# Vratislau II
Vratislau II o Vratislau Premíslida († 14 de gener de 1092) fou príncep (coronat el 28 de gener de 1061) i rei de Bohèmia a l'abril de 1085. Era fill del príncep Bretislau I i germà de Spytihněv II, de Conrad I de Bohèmia duc de Brno, d'Otó el Bell duc d'Olmutz, i de Jaromir, el petit, destinat a la carrera eclesiàstica i al bisbat de Praga.

## A Bohèmia
La tradició establia que Moràvia fos confiada al germà segon dels prínceps txecs mentre que els altres dos germans més petits Conrad i Otó obtenien els ducats de Brno i d'Olmutz; el petit exerciria el bisbat de Praga, posició aleshores prestigiosa i influent.
Però la rivalitat entre els dos germans va portar a Vratislau II a fundar un bisbat de Moràvia a Olmutz, dependent de l'arquebisbat de Magúncia a fi i efecte d'oposar-se i afeblir el poder del seu germà. L'Imperi i Roma foren cridats com àrbitres del conflicte que va passar a un segon pla per un temps amb el nomenament de Jaromir com a canceller d'Enric IV el 1077. L'emperador va emetre un edicte a Magúncia l'abril de 1085, en que suprimia el bisbat d'Olmutz, amb el que Moràvia retornava a jurisdicció dle bisbe de Praga, però Vratislau el va refundar poc després. Jaromir va anar a Roma per protestar al papa Urbà II, però va morir pel camí (1090).
Els darrers anys del regnat foren marcats per conflictes dinàstics. A la mort d'Otó I de Bohèmia el Bell, duc d'Olmutz, aquest ducat fou confiat per Vratislau al seu propi fill Boleslau, al que es va oposar Conrad I de Bohèmia duc de Brno, contra el qual va aixecar un exèrcit manat pel seu altre fill Bretislau que va aprofitar la disposició de forces per aixecar-se contra el seu para; segons un antic codi feudal txec, Vratislau II va designar el seu germà Conrad com a hereu legítim; reconciliats Vratislau i Conrad, van atacar junts a Bretislau que fou derrotat i va fugir a Hongria.

## Política estrangera
Vratislau II era el vassall i l'aliat de l'emperador Enric IV al que va donar suport en el conflicte de les Investidures i la revolta dels saxons. El papa Gregori VII que seguia una política d'encerclament dirigida contra l'emperador, gaudia del suport del duc de Polònia Boleslau II però l'èxit del seu pla depenia de l'habilitat de guanyar-se també al duc de Bohèmia.
El papa va confirmar inicialment el privilegi tan desitjat de portar la mitra i la túnica concedit al predecessor de Vratislau i li va agrair la regularitat en el pagament del tribut convingut. Vratislau II apreciava especialment aquest privilegi; com que el seu germà bisbe Jaromir li causava diversos problemes ell l'irritava portant de manera ostentosa la mitra i els vestits en les cerimònies religioses. El papa buscava ser agradable al duc en els seus conflictes amb el bisbe qui treballava per eliminar la nova diòcesi creada per Vratislau a Moràvia el 1063; el bisbe va acabar per agafar les armes per recuperar per a la diòcesi de Praga els territoris de Moràvia que se li havien separat en favor del nou bisbat creat per Vratislau. Però tots els esforços de la Santa Seu foren vans; el duc txec va donar sempre suport a Enric IV.
Quan els saxons es van revoltar contra l'emperador tirant per terra els seus projectes d'intervenció a Polònia, Vratislau II va anar en ajut d'Enric IV i les seves tropes van mostrar una valentia excepcional a la batalla d'Unstrut. Enric IV va donar un cop de mà a Vratislau en l'afer del seu germà, i va cridar a aquest, (Jaromir però conegut a Alemanya com Gebhard), per ser el seu canceller, amb el que ajudava a Vratislau a desfer-se d'aquesta molèstia.
A la batalla de Flarchheim els txecs van combatre amb una tenacitat que va salvar l'honor de l'exèrcit imperial derrotat. Van aconseguir tanmateix a apoderar-se de l'espasa d'or del pretendent Rodolf de Rheinfelden duc de Suàbia i candidat del papa al tron imperial. Aquesta espasa fou el trofeu que es presentava al duc txec en endavant en totes les ocasions solemnes. Quan Enric IV va assetjar Roma el 1083 van ser els txecs una vegada més, els soldats que primer van entrar a la ciutat d'entre tot l'exèrcit imperial.
Tot sent un campió d'un emperador excomunicat, Vratislau se les va arreglar per estar en bons termes amb Gregori VIII; potser hi havia una raó suplementària a l'hostilitat del duc envers el papa: Gregori va refusar radicalment de concedir als txecs el privilegi de poder dir la litúrgia en llengua eslava. Malgrat aquesta decepció Vratislau no va unir la seva sort a l'antipapa establert per l'emperador abans de la mort de Gregori, i va aprofitar per demanar l'exempció del pagament anual pel privilegi de la mitra i túnica.
El 1080 el marcgravi d'Àustria Leopold II de Babenberg va ser destituït al passar al camp del Papa i la seva marca fou donada a Vratislau. Aquest sembla haver aspirat també a les marques de Mísnia i de Lusàcia poblades per grups eslaus. Tot i les promeses de l'emperador i els èxits militars contra els marcgravis rebels d'aquestos territoris hostils a l'imperi, Vratislau no ho va aconseguir finalment. El 1084 quan el perill que representava Polònia va haver passat, va rebre l'ordre de retornar les marques als seus anteriors posseïdors alemanys; va conservar no obstant algunes possessions a la Baixa Lusàcia (1075 - 1086) i esperava que l'emperador acabaria per deixar-li aquesta regió en feu de l'Imperi però el 1088, amb profunda decepció, el marcgraviat de Mísnia o Meissen fou ofert al marcgravi de la Marca Oriental de Saxònia o Lusàcia, Enric I de Lusàcia. Això va refredar l'ardor de l'ara rei per la causa imperial, però no va abandonar el servei d'Enric IV si bé ja no li va donar més ajut militar.

## Mort
Va morir d'una ferida en una cacera el 1092. El seu regnat de trenta anys marca un augment de la potència de Bohèmia dins Europa, però que no tindrà continuïtat de moment.

## Descendència
Vratislau II va tenir dues esposes:
- El 1057 Adelaida d'Hongria, morta el 1062 filla d'Andreu I d'Hongria, de la que van néixer:
  - Bretislau II
  - Judit, morta el 1086 que es va casar el 1080 amb Ladislau I Herman fill del rei de Polònia Casimir el Restaurador.
- El 1062 Suatana, morta el 1126, filla del rei de Polònia Casimir I el Restaurador, amb la que va tenir quatre fills i una altra filla (també batejada com Judit)
  - Boleslau duc d'Olmutz el 1090, mort el 1091
  - Bořivoj II
  - Vladislau I
  - Sobeslau I
  - Judit, morta el 9 de desembre de 1108, casada amb Wiprecht de Groitzsch